# Agnes I av Faucigny

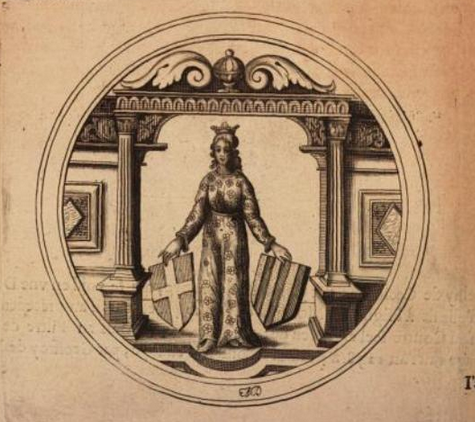
Seal of Agnes lady of Fauciny.

Agnes I av Faucigny, född 12??, död 1268, var en grevinna av Savojen, gift 1236 med greve Peter II av Savojen. Agnes var själv vasallmonark som regerande dam av Faucigny 1253-1268.